# Stilpnonotus goyasensis
Stilpnonotus goyasensis là một loài bọ cánh cứng thuộc họ Mycteridae. Loài này được Pic miêu tả khoa học năm 1915.